# Small Change
| Recensione              | Giudizio     |
| ----------------------- | ------------ |
| AllMusic                |              |
| Robert Christgau        | B-           |
| Debaser                 |              |
| Sputnikmusic            | 4.5 (Superb) |
| Piero Scaruffi          |              |
| Ondarock                |              |
| Dizionario del Pop-Rock |              |
| 24.000 dischi           |              |

Small Change è il quarto album del cantautore statunitense Tom Waits, pubblicato il 21 settembre 1976.
Nonostante si possa avere, tramite l'ascolto dell'album, l'immagine di Waits in un fumoso locale della West Coast anni settanta intento a cantare e comporre i pezzi, Small Change non si presenta come un album triste, ma anzi vi si possono trovare tonalità leggere ed addirittura pezzi ironici, come The Piano Has Been Drinking (Not Me). Ad ogni modo il background dell'album è la desolazione e soprattutto, il bere, elementi caratterizzanti l'America periferica di quegli anni.

## Tracce

### LP
Lato A
Testi e musiche di Tom Waits.
1. Tom Traubert's Blues (Four Sheets to the Wind in Copenhagen) – 6:40
2. Step Right Up – 5:39
3. Jitterbug Boy – 3:41
4. I Wish I Was in New Orleans – 4:50
5. The Piano Has Been Drinking (Not Me) – 3:37

Lato B
Testi e musiche di Tom Waits.
1. Invitation to the Blues – 5:20
2. Pasties and a G-String – 2:32
3. Bad Liver and a Broken Heart – 4:46
4. The One That Got Away – 4:00
5. Small Change – 5:03
6. I Can't Wait to Get Off Work – 3:20

## Musicisti
- Tom Waits – voce, piano

### Altri musicisti
- Shelly Manne - batteria
- Jim Hughart - contrabbasso
- Lew Tabackin - sassofono tenore

Sezione d'archi:
- Jerry Yester - arrangiamenti e conduzione sezione strumenti ad arco
- Harry Bluestone, Israel Baker, Nathan Kaproff, Nathan Ross, George Kast, Murray Adler, Marvin Limonick, Alfred Lustgarten, Sheldon Sanov - violini
- Sam Boghossian, Davis Schwartz, Allan Harshman - viole
- Ed Lustgarten, Kathleen Lustgarten, Ray Kelley, Jesse Ehrlich - violoncelli

Note aggiuntive
- Bones Howe – produttore (per la "Mr. Bones Production")
- Registrazioni effettuate al Wally Heider Recording di Hollywood, California il 15, 19, 20, 21 e 29 luglio 1976
- Bones Howe – ingegnere delle registrazioni
- Geoff Howe e Bill Brons – secondi ingegneri delle registrazioni
- Terry Dunavan – mastering (al Elektra Sound Recorders di Los Angeles, California)
- Joel Brodsky – foto copertina frontale album originale
- Bruce Weber – foto retrocopertina album originale
- Cal Schenkel – design copertina album originale[12]